# Tom Bridger
Thomas "Tommy" Bridger (Woolmer Green, Hertfordshire, Inglaterra, 24 de junho de 1934 — Logie Coldstone, Aberdeenshire, Inglaterra, 30 de julho de 1991) foi um automobilista inglês que participou do Grande Prêmio do Marrocos de Fórmula 1 de 1958.